# Nanobuis (biologie)

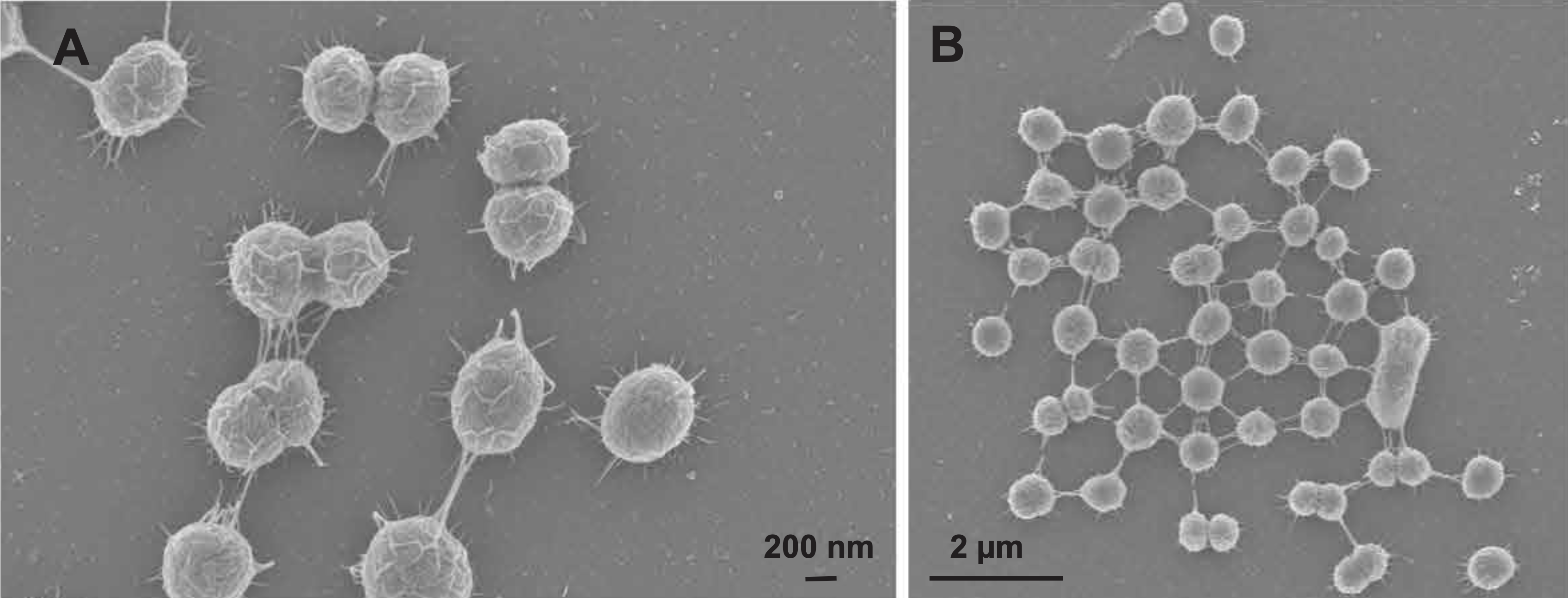
Foto gemaakt met rasterelektronenmicroscoop waarop de nanobuisjes tussen de afzonderlijke cellen van Prochlorococcus, een bacteriesoort die tot de cyanobacteriën behoort, goed te zien zijn. (cocultuur met Alteromonas)

Bacteriële nanobuisjes (bacterial nanotubes) vormen verbindingen tussen bacteriën, die de uitwisseling van moleculen tussen de cellen mogelijk maken. Deze transiterende moleculen kunnen aminozuren, toxines en/of genetisch materiaal zoals plasmiden zijn. Nanobuisjes zijn in 2011 ontdekt toen bleek dat deze structuren verbindingen vormden tussen veel verschillende bacteriën. Ze bestaan tussen dezelfde soorten bacteriën, maar ook tussen de ene en de andere soort en zelfs tussen bacteriële en zoogdiercellen. Nanobuisjes zijn een verlengde van het door lipiden gevormde celmembraan in tegenstelling tot pili. Ook met deze laatste structuren kan genetisch materiaal uitgewisseld worden, maar de belangrijkste verschillen zijn dat de pili uit eiwitten bestaan en dat ze vooral tijdens conjugatie van belang zijn.

## Onderzoek
Het is bekend dat bacteriën metabolieten uitwisselen door deze stoffen te laten diffunderen in het extracellulaire medium. Bacteriën gebruiken ook extracellulaire vesikels om cellen die verderop liggen van lading te voorzien. Membraanfusie maakt het mogelijk materiaal uit te wisselen en pili hebben een rol in conjugatie. Er is vastgesteld dat Escherichia coli met verschillende andere soorten bacteriën nanobuisjes kan vormen die verdwijnen zodra aminozuren worden toegevoegd aan het medium. Deze toevoeging maakt het contact tussen de cellen overbodig omdat elke cel nu genoeg voedingsstoffen ter beschikking heeft. Dit laat zien dat de cellen binnen een gemeenschap via nanobuisjes kunnen samenwerken en elkaar zo kunnen voorzien van voeding. Er werd zodoende ontdekt dat nanobuisjes dienen als kanalen voor intercellulaire uitwisseling van metabolieten, cytoplasmatische eiwitten en zelfs plasmiden, wat wijst op de mogelijke betekenis bij het vormen van natuurlijke bacteriële gemeenschappen.
In plaats van samenwerking kan er onder bacteriën ook een wapenwedloop bestaan waarbij ze elkaar bestrijden met toxines. Deze worden afgeleverd van een bacteriecel naar de andere via nanobuisjes waarbij de ontvanger gedood wordt met de toxines.  
De productie van nanobuisjes waar het axoneem de basis en het vertrekpunt voor vormt, is goed geconserveerd onder de verschillende soorten bacteriën, wat aangeeft dat ze een alomvertegenwoordigd organel zijn onder deze micro-organismen.   
In 2024 is aangetoond dat ook de cyanobacterie Prochlorococcus nanobuisjes vormt met soortgenoten en met Synechococcus. Samen geven deze twee bacteriën een kwart van de in de oceaan geproduceerde zuurstof vrij. Het zijn waarschijnlijk de meest voorkomende fotosynthetische organismen op Aarde. Ze zijn altijd beschouwd als individuele cellen in de oceanen, maar ook deze bacteriën vormen connecties via nanobuisjes.

## Structuur
Nanobuisjes zijn uitlopers van het celmembraan. Ze bestaan uit een lipide dubbelmembraan en steken uit het celoppervlak. De bacteriële celwand bestaat voornamelijk uit lagen peptidoglycaan die om het cytoplasmatisch membraan zijn gewikkeld. De dikte van de celwand kan tot 100 nm oplopen, terwijl de porie slechts een diameter van 2 nm heeft. Hydrolase zorgen ervoor dat er gecontroleerde afbraak is van de celwand daar waar een nanobuis moet groeien uit de donor, of moet penetreren in de ontvanger.